# 강득구
강득구(姜得求, 1963년 5월 27일~)는 대한민국의 관료, 정치인이며, 제21·22대 국회의원이다. 광역의원으로 경기도의회 의장을 지냈으며, 경기도 2기 연정부지사를 지냈다.

## 학력
- 만안국민학교 졸업
- 신성중학교 졸업
- 신성고등학교 졸업
- 성균관대학교 한국철학과 학사
- 연세대학교 행정대학원 정치행정리더십학 석사

## 경력
- 만안초등학교 제13대 총동창회 회장
- 신성중학교 총동문회 부회장
- 1987년 11월~1987년 12월: 제13대 대통령 선거 평화민주당 김대중 대통령 후보 선거대책본부 경기도 지부 안양시 갑 지구당 대외협력위원회 위원
- 1992년 11월~1992년 12월: 제14대 대통령 선거 민주당 김대중 대통령 후보 선거대책본부 경기도 지부 안양시 갑 지구당 대외협력위원회 부위원장
- 한국청년회의소 정책자문위원
- 환경운동연합 안양시·군포시·의왕시 지부 집행위원
- 경기도 수영연맹 이사
- 안양YMCA 청소년 위원
- (주)이삭통상 대표
- 1996년~1998년: 새정치국민회의 경기도 지부 안양시 만안구 지구당 정책실장
- 1998년~2000년: 새정치국민회의 경기도 지부 안양시 만안구 지구당 부위원장
- 1998년 6월 4일: 제2회 전국동시지방선거 당선(민선 2기, 경기 안양시 제2선거구, 새정치국민회의, 초선)
- 1998년 7월~2002년 6월: 제5대 경기도의회 의원(민선 2기, 경기 안양시 제2선거구, 새정치국민회의→새천년민주당, 초선)
- 신성고등학교 동문회 장학위원
- 꿈나무어린이도서관 운영위원회 위원장
- 사단법인 살기좋은 나라 문화운동본부 경기도 지부장
- 경기도 실업계고등학교발전위원회 전문위원
- 안양시·군포시·의왕시 환경운동연합 녹색도시만들기위원회 위원장
- 안양시 지역사회 교육협의회 부회장
- 전·진·상 사회복지관 자문위원
- 안양시 생활체육협의회 이사
- 한국청소년재단 운영이사
- 경기도공무원교육원 강사
- 2006년 7월~2010년 6월: 국회 이종걸 의원실 보좌관
- 2010년 6월 2일: 제5회 전국동시지방선거 당선(민선 5기, 경기 안양시 제2선거구, 민주당, 재선)
- 2010년 7월~2014년 6월: 제8대 경기도의회 의원(민선 5기, 경기 안양시 제2선거구, 민주당→민주통합당→민주당→새정치민주연합, 재선)
  - 2010년 7월~2012년 6월: 제8대 경기도의회 전반기 기획위원회 위원장
  - 2013년 6월~2014년 3월: 제8대 경기도의회 후반기 민주통합당 대표의원
  - 2013년 7월~2014년 6월: 제8대 경기도의회 후반기 운영위원회 위원장
  - 2014년 3월~2014년 6월: 제8대 경기도의회 후반기 새정치민주연합 대표의원
- 2014년 6월 4일: 제6회 전국동시지방선거 당선(민선 6기, 경기 안양시 제2선거구, 새정치민주연합, 3선)
- 2014년 7월~2016년 1월: 제9대 경기도의회 의원(민선 6기, 경기 안양시 제2선거구, 새정치민주연합→더불어민주당, 3선)
  - 2014년 7월~2016년 1월: 제9대 경기도의회 전반기 의장
- 경기도가족여성연구원 이사장
- 2016년 1월~2016년 3월: 대한민국 제20대 국회의원 선거 경기 안양시 만안구 더불어민주당 국회의원 예비후보
- 2016년 10월~2018년 3월: 경기도 연정부지사
- 2018년 10월~2019년 5월: 민주연구원 자치발전연구센터 본부장
- 2019년 8월~2020년 7월: 더불어민주당 포용국가비전위원회 위원
- 2020년 4월 15일: 대한민국 제21대 국회의원 선거 당선(경기 안양시 만안구, 더불어민주당, 초선)
- 2020년 5월~: 더불어민주당 경기도당 안양시 만안구 지역위원회 위원장
- 2020년 8월~2022년 10월: 더불어민주당 경기도당 교육연수위원장
- 2022년 3월~2023년 5월: 더불어민주당 원내부대표(의제)
- 2023년 4월~2024년 4월: 더불어민주당 정책위원회 상임부의장
- 자치분권경기연대 상임대표
- 2023년~: 재단법인 김대중재단 경기도 지부 부회장
- 2024년 4월~2024년 8월: 더불어민주당 수석사무부총장
- 2024년 4월 10일: 대한민국 제22대 국회의원 선거 당선(경기 안양시 만안구, 더불어민주당, 재선)

### 의정 활동
- 2020년 5월 30일~2024년 5월 29일: 제21대 국회의원(경기 안양시 만안구, 더불어민주당, 초선)
  - 2020년 6월~2022년 5월: 제21대 국회 전반기 교육위원회 위원
  - 2020년 7월~2024년 5월: 국회세계한인경제포럼 구성의원
  - 2021년 7월~2022년 5월: 제21대 국회 전반기 예산결산특별위원회 위원
  - 2022년 7월~2023년 5월: 제21대 국회 후반기 국회운영위원회 위원
  - 2022년 7월~2023년 8월: 제21대 국회 후반기 교육위원회 위원
  - 2023년 2월~2024년 5월: 제21대 국회 인구위기 특별위원회 위원
  - 2023년 8월~2023년 8월: 제21대 국회 후반기 과학기술정보방송통신위원회 위원
  - 2022년 8월~2024년 5월: 제21대 국회 후반기 교육위원회 위원
- 2024년 5월 30일~: 제22대 국회의원(경기 안양시 만안구, 더불어민주당, 재선)
  - 2024년 6월~: 제22대 국회 전반기 환경노동위원회 위원
  - 2025년 3월~: 제22대 국회 기후위기 특별위원회 위원

## 역대 선거 결과
|  | 58.52% |

|  | 49.16% |

|  | 35.33% |

|  | 57.95% |

|  | 55.40% |

|  | 53.61% |

|  | 56.85% |

## 소속 정당
| 소속 정당 | 소속 정당      | 소속 기간 | 비고      |
| --------- | -------------- | --------- | --------- |
|           | 평화민주당     | 1988~1991 | 정계 입문 |
|           | 신민주연합당   | 1991      | 당명 변경 |
|           | 민주당         | 1991~1995 | 합당      |
|           | 무소속         | 1995      | 탈당      |
|           | 새정치국민회의 | 1995~2000 | 창당      |
|           | 새천년민주당   | 2000~2004 | 합당      |
|           | 무소속         | 2004~2006 | 탈당      |
|           | 열린우리당     | 2006~2007 | 입당      |
|           | 대통합민주신당 | 2007~2008 | 합당      |
|           | 통합민주당     | 2008      | 합당      |
|           | 민주당         | 2008~2011 | 당명 변경 |
|           | 민주통합당     | 2011~2013 | 합당      |
|           | 민주당         | 2013~2014 | 당명 변경 |
|           | 새정치민주연합 | 2014~2015 | 합당      |
|           | 더불어민주당   | 2015~2016 | 당명 변경 |
|           | 무소속         | 2016~2018 | 탈당      |
|           | 더불어민주당   | 2018~현재 | 복당      |

## 같이 보기
- 안양시 만안구 (선거구)
- 안양시 만안구의 국회의원
- 경기도 부지사